# Nissan Prairie
 (janvier 2018).
Si vous disposez d'ouvrages ou d'articles de référence ou si vous connaissez des sites web de qualité traitant du thème abordé ici, merci de compléter l'article en donnant les références utiles à sa vérifiabilité et en les liant à la section « Notes et références ».
La Nissan Prairie est un monospace produit par Nissan de 1982 à 2004 en trois générations. La troisième génération sortie en 1998 s'était nommée Liberty ou Prairie Liberty.
En 2004, il est remplacé par le Nissan Lafesta.

## Première génération
La première génération était sortie de 1982 à 1988. Elle est baptisée Multi au Canada et Stanza Wagon aux États-Unis. Bien qu'elle n'ait pas connu un grand succès aux États-Unis où elle n'a été vendu que pendant un an, elle a eu une durée de vie de 5 ans sur le territoire canadien.

## Seconde génération
La seconde génération était sortie en 1988. Elle est appelée Axxess dans toute l'Amérique du Nord.

### Motorisations
La Prairie II était équipée de deux moteurs à essence d'une capacité de 2,0 L et 2,4 L composés respectivement d'une puissance de 98 et 133 ch.

### Nissan Prairie Joy

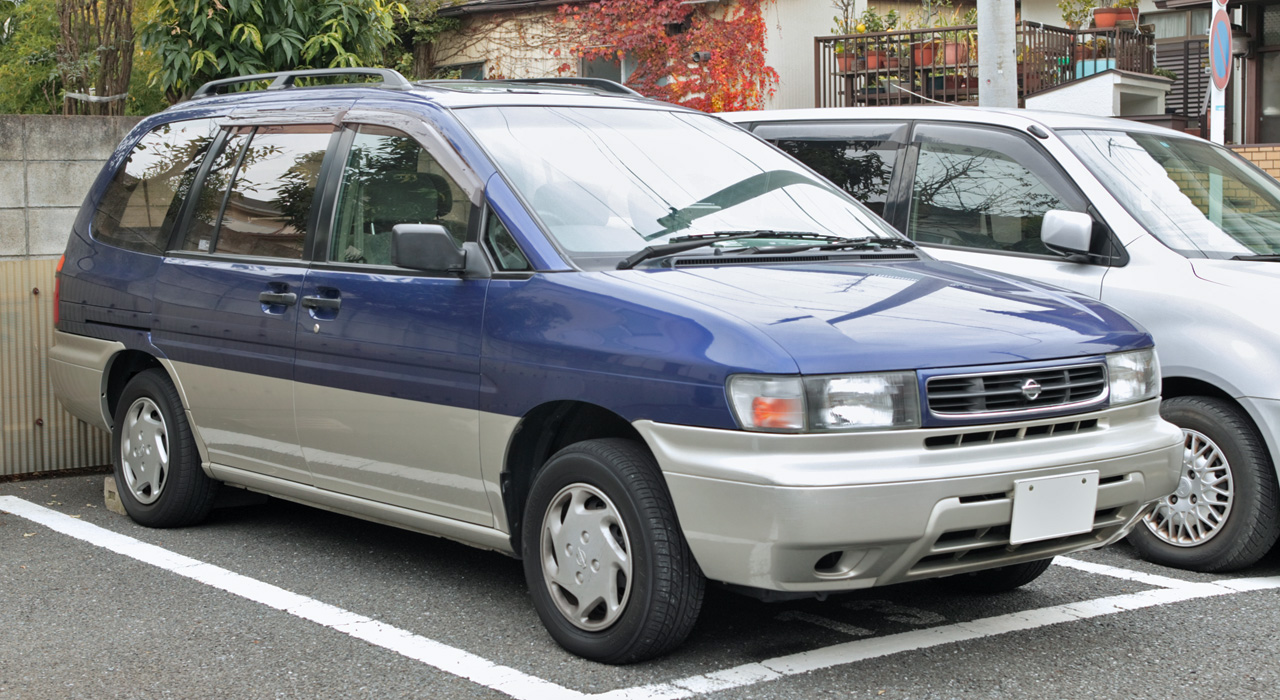
Nissan Prairie Joy

Produite entre 1995 et 1998, la Nissan Prairie Joy est une voiture 5 portes avec 143 ch pour une vitesse maximale théorique de 186 km/h.

#### Nissan Prairie Joy EV
Le Prairie Joy a existé en version 100% électrique. Ce véhicule produit en petite série est appelée Prairie Joy EV.
Nissan revendique que Prairie Joy EV est le premier véhicule électrique au monde équipé de batteries lithium-ion cylindriques. Le Prairie Joy EV offre une autonomie de 200 km et une vitesse maximale de 120 km/h.

Au total, trente VE Prairie Joy ont été vendus à des entreprises et à des flottes au Japon. Un de ces exemplaires a été utilisé par le National Polar Research Institute du Japon dans des conditions polaires. Le véhicule n'a pas connu de panne en 6 ans malgré la rudesse de telles conditions climatiques pour un véhicule électrique (primitif en prime),.

## Nissan Prairie Liberty
Le Nissan Liberty a été lancé en 1998 pour remplacer le Prairie. Le véhicule spacieux permettait un accès facile à l'arrière par ses portes coulissantes et offrait des places assises pour un maximum de 8 passagers. Le Liberty, très polyvalent, était équipé d'un moteur SR disponible en versions 1,6, 1,8 et 2,0 L, ainsi que d'une version turbocompressée capable d'augmenter la puissance de sortie. Les moteurs des modèles à 2 roues motrices sont couplés au système HYPER CVT (transmission à variation continue) qui augmente le rendement énergétique de 20 % par rapport aux modèles précédents. En termes de systèmes de sécurité active, le Liberty est équipé de freins antiblocage, d'un répartiteur électronique de force de freinage et d'une assistance au freinage.